# Adolfo Velázquez
Adolfo Velázquez (Santo Pipó, 17 de julio de 1963) es un político y sindicalista argentino. En la actualidad preside y es el Secretario General del Sindicato de Choferes de Camiones de la Provincia de Misiones. En 2007 fue candidato a gobernador y a presidente del Partido Justicialista de Misiones. En 2009, en las elecciones legislativas, fue elegido diputado de la Cámara de Representantes de Misiones hasta diciembre de 2013.

## Biografía
En 1987, después de ejercer durante años la profesión de camionero, es elegido secretario general del Sindicato de Camioneros de Misiones. También ocupó la dirección de transportes del gobierno provincial durante dos años, y la dirección de trabajo durante cuatro años. 
Lideró en varios oportunidades el Sindicato de Camioneros de la provincia. Es actualmente el presidente de la Obra Social de Camioneros, la prestadora de servicios de salud que contiene a 85 mil afiliados.
En 2006 conformó el Frente Unidos por la Dignidad (FUD), y junto al obispo emérito Joaquín Piña y otros misioneros, lograron imponerse en las elecciones de convencionales constituyentes del 29 de octubre de ese año, que le dijeron "NO" a la reelección indefinida del gobernador Carlos Rovira.
En 2007 se presentó como candidato a gobernador, junto a Carlos Di Marco y contaron con el apoyo del obispo emérito Joaquín Piña.

## Obra Social de Camioneros

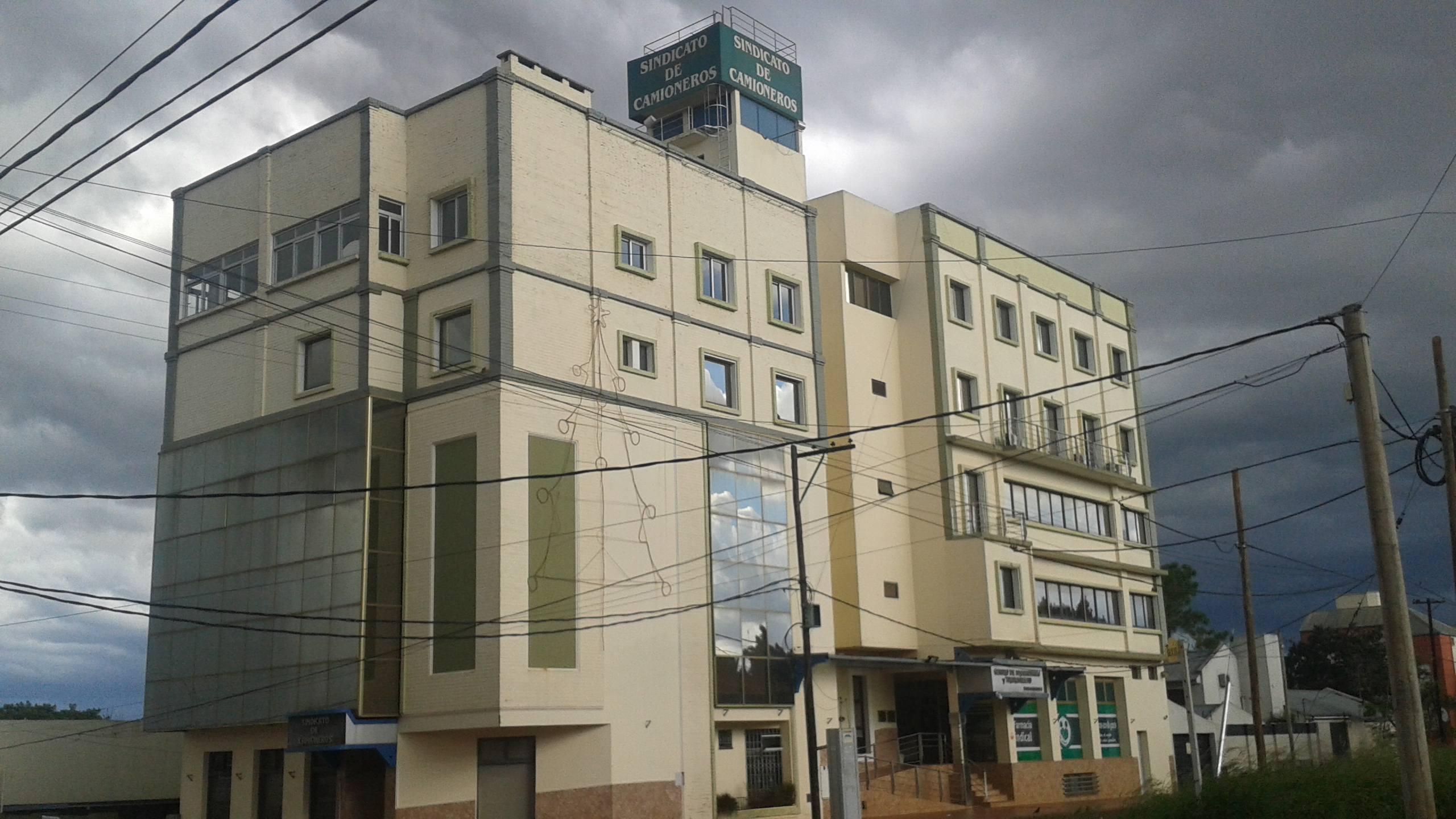
Sindicato de Camioneros sobre Avenida Bustamante en Posadas, Misiones, Argentina.

Los números que exhibe la realidad de la provincia de Misiones son por demás elocuentes, se pasó de un centenar de afiliados a más de siete mil, y de una escasa oferta de infraestructura, a más de 29 delegaciones, estratégicamente ubicadas. 
Adolfo Velázquez llega de la actividad del transporte internacional, y supo desandar su camino en el que hacer gremial en el año 1982 como delegado de establecimiento. Tres años más tarde, ingresa al Consejo Directivo del Sindicato Misiones, el cual resulta intervenido y en 1987, encabezando lista, gana ese 15 de diciembre su primera elección, siendo proclamado secretario general.
Velázquez empezó a transitar un nuevo esquema sindical porque la provincia venía con uno muy atomizado, donde no había crecimiento, ni posibilidad de negociación con el sector empresarial; y en el que los pocos afiliados ni siquiera tenían cobertura social. Esto hizo que se desatase una pelea muy grande en la actividad del transporte, donde a través del gremio -ya normalizado y con una nueva conducción-, comience a buscar la posibilidad de negociar con los patrones; y acordar dentro de las cámaras empresariales para plantear las necesidades que tenía el sector; siendo cautos y realistas al sostener que a la actividad se debía proteger entre todos; y lo que producía, distribuirlo con los que las componían: trabajadores y sector empresario. 
Misiones presentaba y tiene todas las ramas del convenio, pero en el pasado, al no haber actividad gremial, ni una institución que acompañara y respaldase a los trabajadores; el empresario fijaba los salarios y definía si se trabajaba en blanco o en negro. Eran días de incumplimientos y márgenes laborales antojadizos, así lo define Velázquez: “a partir de la normalización, esto cambia, donde ya se empieza a plantear la situación de muchos trabajadores en condiciones de jubilarse que no podían hacerlo, esto trajo aparejada una gran pelea, no solo en le recuperación del salario sino también, en la de la dignidad de la familia camionera y con la recuperación de su obra social”. 
En la provincia se gestó y llevó adelante un modelo de conducción acompañado por la Federación de Camioneros. Primero con Ricardo Pérez, y luego con Hugo Moyano, instancia que posibilitó dar un espectacular cambio, demostrando que cuando un Sindicato tiene conducción decidida y dirigentes que acompañan se pueden hacer grandes cosas. En el presente, la provincia exhibe una enriquecida obra edilicia, con una de las mejores obras sociales que hoy da beneficio a más de 85 mil misioneros, de los cuales siete mil, son afiliados a camioneros; y el resto, trabajadores que optaron por este servicio de salud por la calidad de su infraestructura y sus sanatorios. 
Este sindicato dispone de 29 seccionales, donde cada una cuenta con consultorios externos en los que se provee toda la atención primaria: desde una consulta, una práctica odontológica o lo que fuera.
Por otro lado, en cuestiones de recreación, tiene cuatro sitios de cámping, muy bien instalados con lo necesario para que el afiliado pueda recrearse y pasar un día espectacular con su familia, con pileta, quinchos, y parrillas. 
Se ubican en Posadas, en Leandro N.Alem, Eldorado y Wanda. Están distribuidas dentro de la provincia en lugares específicos, a los efectos de contener a todos los afiliados misioneros y por qué no, a los de provincias cercanas. El de Posadas, por ejemplo, tiene albergue para los más chicos, y se realizan colonias de vacaciones todos los años; es el de mejor infraestructura y está en la capital de la provincial, donde mayor cantidad de afiliados hay. No obstante, todos los cámpings tienen la calidad acorde para cobijar a las familias. Otro aspecto para resaltar es el del parador de camiones que está en las fronteras, y es donde más transita el transporte de cargas: Puerto Iguazú. Incluso. Se está construyendo otro en Bernardo de Irigoyen, que es un estratégico cruce de camiones.
El convenio colectivo del Sindicato de Camioneros ha sido determinante y siempre se ha trabajado sobre sus normas. Velázquez participó de la última confección, donde por primera vez en la historia se vio la convocatoria de sus trabajadores, es para que lo discutan y no que se sienten solo los dirigentes con los empresarios, a definir cómo hacerlo. 
El convenio colectivo 40/89 contempla todo lo que necesita el trabajador, con la posibilidad de tener un Sindicato fortalecido que puede ir generando los cambios necesarios dentro.
Hoy el sindicato tiene 29 filiales y un edificio en la ciudad de Posadas que tiene siete plantas y cada una, posee 1300 metros cuadrados. Entonces, el crecimiento y el desarrollo fueron súper importantes, por eso sostengo que estos 20 años van a quedar en la historia, por más que a veces los gobiernos o el poder político lo quieran borrar; no podrán hacerlo porque está en la memoria de los trabajadores.

## Camioneros de Misiones
Camioneros de Misiones dispone de 29 sedes y cada una cuenta con consultorios externos en los que provee toda la atención primaria: desde una consulta cotidiana hasta prácticas odontológicas. 
Hoy la provincia de Misiones cuenta con 29 filiales y un edificio en Posadas con 3 plantas, de las cuales, cada una, posee 1300 metros cuadrados. Y un moderno sanatorio que cuenta con unos de los mejores equipamientos de alta complejidad de la provincia. 

## Turismo y recreación
En cuestiones de recreación, tiene 4 camping, muy bien instalados con lo necesario para que el afiliado y sus familias puedan recrearse con piletas, quinchos y parrillas, se ubican en Posadas, Leandro N. Alem (Misiones), Eldorado y Wanda; distribuidos dentro de la provincia en lugares específicos, a los efectos de contener a todos los afiliados de Misiones y de provincias aledañas.